# Wojownicy ninja – Tajemnica dwóch mieczy
Wojownicy ninja – Tajemnica dwóch mieczy (jap. Ninja bugeicho Momochi Sandayu) – japoński film sensacyjny z 1980 roku w reżyserii Noribumi Suzuki.

## Fabuła
XVI-wieczna Japonia. Hideyoshi (Asao Koike) szuka sposobu przejęcia bogactw wojowników ninja. Kluczem do tajemniczego skarbca są dwa złote sztylety. Jeden jest w posiadaniu młodego Takamaru. Hideyoshi rozpoczyna poszukiwania drugiego.

## Obsada
- Asao Koike jako Toyotomi Hideyoshi
- Isao Natsuyagi jako Hanzo Hattori
- Yuki Ninagawa jako Otsuu
- Hiroyuki Sanada jako Momochi Takamaru
- Sonny Chiba jako Shiranui Shogen
- Makoto Satô jako Junka no Yatoji
- Tetsurô Tanba jako Tozawa Hakuunsai
- Etsuko Shihomi jako Ai-Lian